# Visiophonie
 (février 2024).
Si vous disposez d'ouvrages ou d'articles de référence ou si vous connaissez des sites web de qualité traitant du thème abordé ici, merci de compléter l'article en donnant les références utiles à sa vérifiabilité et en les liant à la section « Notes et références ».

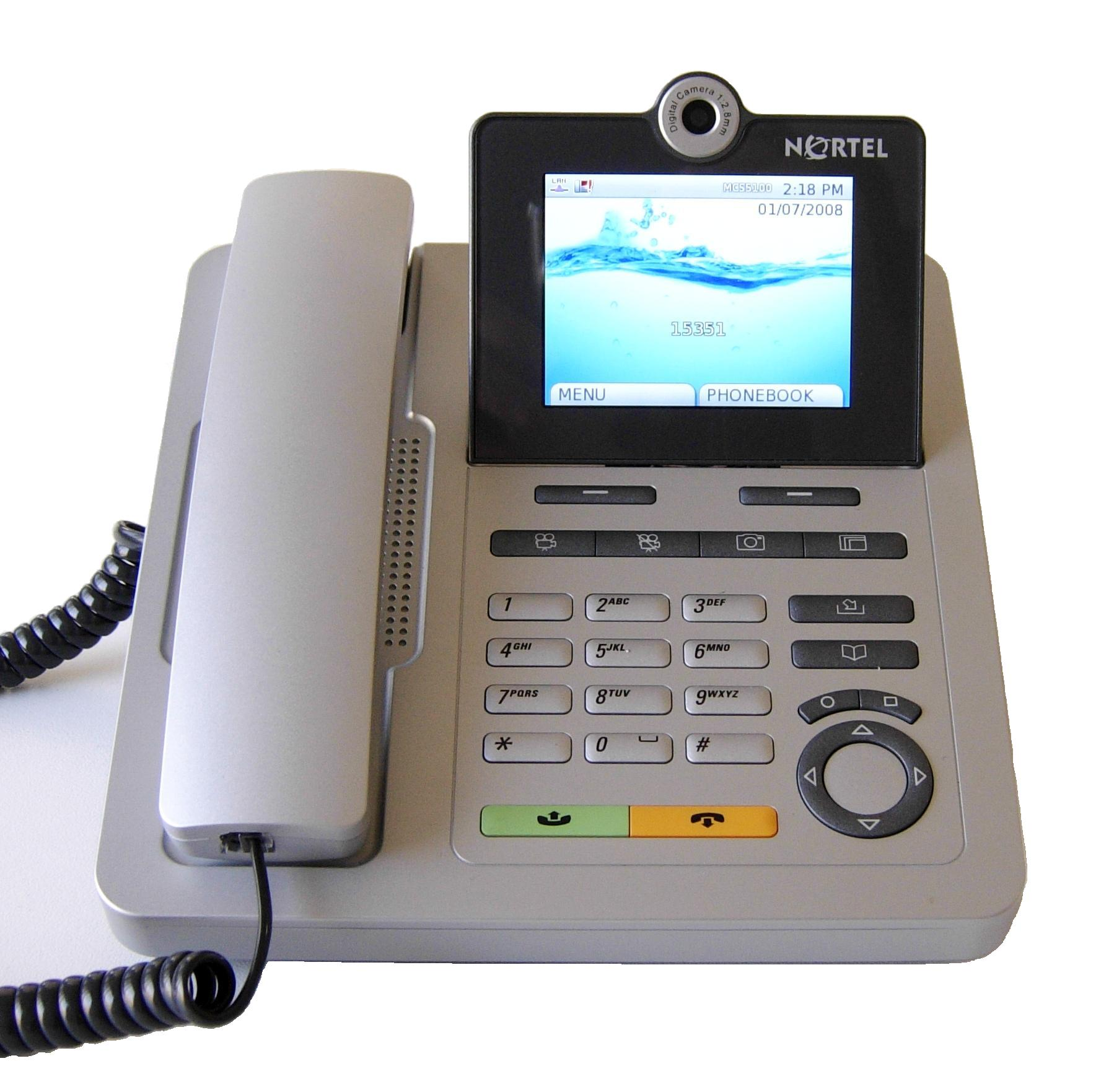
Exemple de visiophone Nortel 1535, vers 2007

La visiophonie est l'association de la téléphonie et de la télévision permettant aux usagers de se voir pendant leur conversation téléphonique. Elle peut être utilisée sur des réseaux de téléphonie fixes ou mobiles ou via Internet.
Contrairement à certaines prévisions, la visiophonie ne s'est pas développée avec l'avènement des téléphones mobiles 3G (UMTS). Contrairement à la tendance actuelle, où les services vidéos sont délivrés en mode IP vers un téléphone mobile, souvent à partir des portails des opérateurs, la visiophonie avait été normalisée pour fonctionner en mode circuit sur les réseaux 3G ; par contre sur les réseaux 4G / LTE, elle utilise les protocoles IP. 

## Historique

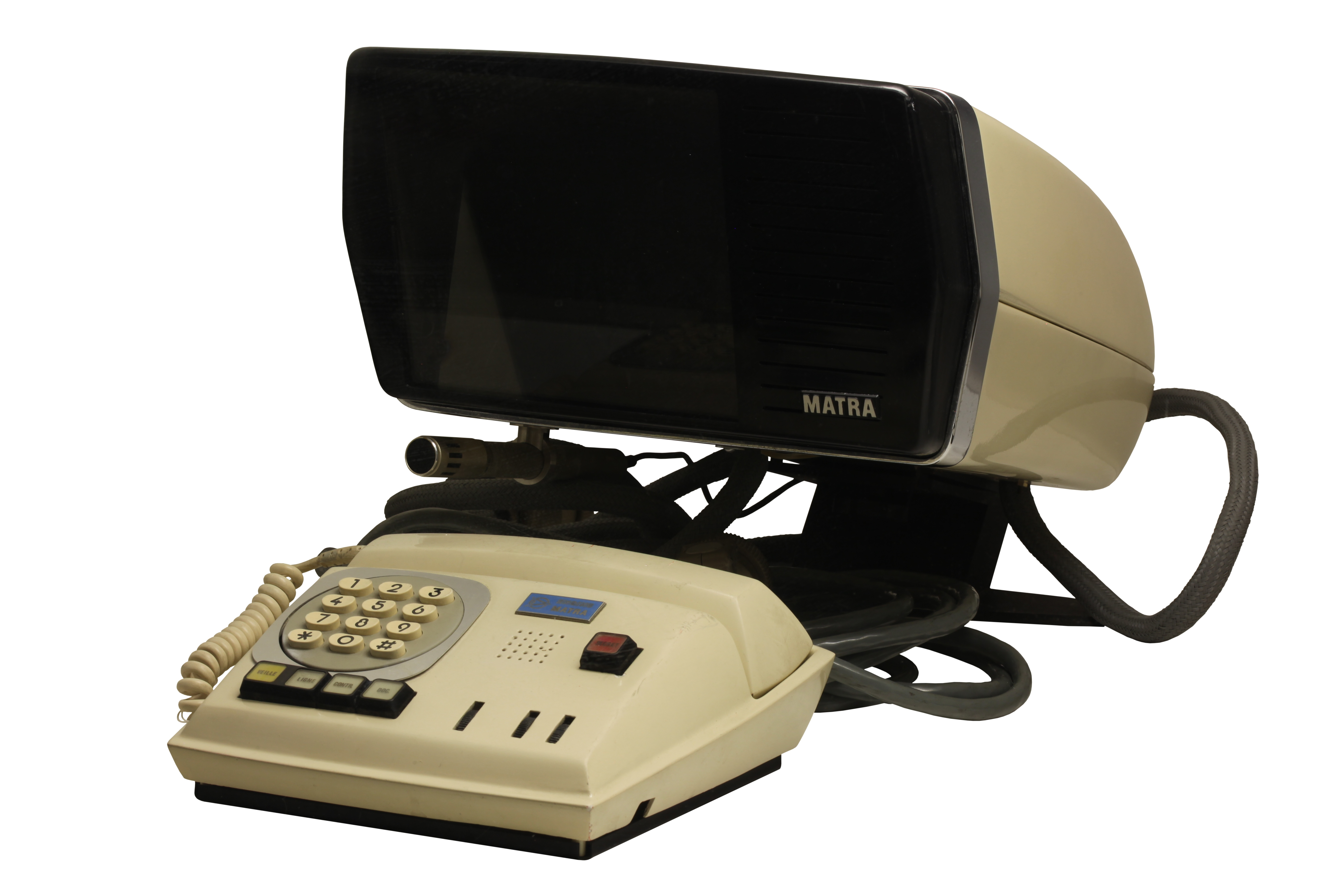
Visiophone de Matra, 1970. Musée des Confluences, Lyon

L'hypothèse de voir son interlocuteur au téléphone est formulée par différents inventeurs quelques mois à peine après la démonstration du téléphone par Alexander Graham Bell en 1876. Durant une vingtaine d'années, ils distinguent mal la notion de « vision à distance par l'électricité » (angl. viewing by electricity) entre visiophonie, télévision et transmission d'image fixe. L'hypothèse de la vision à distance fait l'objet de nombreux canulars, sous des noms divers (electroscope, télectroscope, téléphonoscope, etc.)
Les premières études et applications de la visiophonie en France ont été réalisées par le Centre national d'études des télécommunications (CNET) en 1972. Les premières applications commerciales visiophonie n'apparaîtront qu'en 1984 ; ce retard étant dû au problème du débit (2 Mbit/s) nécessaire pour transmettre une information vidéo et audio de qualité. Ce problème sera plus tard résolu par les algorithmes de codage et de compression utilisés dans les vidéocodecs appelé aussi codecs. 
La visiophonie a du mal à se développer pour des raisons de coût et de non-compatibilité des différents systèmes de visiophonie, dont les codecs utilisent des algorithmes de codage propriétaires. Aussi, depuis 1991, les codecs se conformant à la norme H.261 dominent le marché. Mais ce qui fait véritablement chuter les prix, c'est la compression/décompression par logiciel, solution moins coûteuse que le circuit intégré qui l'intégrait. Le coût général est ainsi allégé de celui de la partie matérielle du codec, par exemple, la technologie vidéo indéo d'Intel qui adopte la norme H.320.
Le Musée national d'histoire américaine de Smithsonian Institution, conjointement avec l'inventeur Daniel A. Henderson, va faire l'acquisition de deux prototypes et de documentation y ayant trait pour une technologie innovante de visiophone sans fil développée en 1993. M. Henderson a récemment obtenu six licences américaines pour l'innovation incorporée dans ce système pour dispositif sans fil.

## Le présent
À partir des années 2000, la visiophonie utilise les codecs H.263, H.264 ou MPEG-4. La plupart des smartphones 3G sont dotés des capacités de décodage et encodage du H.263 et certains d'entre eux peuvent également encoder et décoder du MPEG-4. Le débit de 64 kb/s (dont 43 sont réservés à la vidéo) est fixe et constant, contrairement aux solutions sur IP.
Grâce aux développements du marché des téléphones et smartphones 3G et 4G, des services autour de la vidéo et de la visio voient le jour. Ainsi on peut voir des kiosques interactifs de consultation de vidéos, des services de messagerie interpersonnels...
En parallèle se développent aussi, pour les terminaux fixes et mobiles, des solutions de visiophonie basées sur les protocoles IP. Elles utilisent des codecs  propriétaires, par exemple : les applications Skype , Viber, Hangouts, FaceTime, ou des solutions normalisées par l’UIT (RCS/Joyn) et sur les réseaux mobiles 4G, les solutions VoLTE / ViLTE définies par la GSMA et utilisant les codecs vidéo H.264 et audio AMR-WB.

## Techniques Visio et Voix
Quand un appel visio est lancé à partir d'un terminal sur le réseau téléphonique commuté c'est le protocole H.324 (en) qui est utilisé ; sur les réseaux mobiles 3G, c'est le protocole H.324M (3G-324M (en)).
L'opérateur de réseau mobile ouvre une voie entre le téléphone et une gateway PSTN (SS7-ISUP) / VOIP (SIP ou H.323). 
Le protocole H.324M englobe de multiples protocoles et codecs essentiellement standardisés par l'UIT (Union internationale des télécommunications). 
On peut citer :
- H.223 : pour le multiplexage/démultiplexage des données sur le canal de données.
- H.245 : pour la négociation des codecs audio/video/données utilisés pendant la communication.
- H.263 : pour la partie vidéo.
- AMR, G.711, G.723 : pour l'échange des données audio. AMR et G.723 sont des codecs audio incluant des algorithmes brevetés (pas libres de droits).